# Malmsjön (Ytterenhörna socken, Södermanland)
Malmsjön är en sjö i Södertälje och Nykvarns kommuner i Södermanland och ingår i Norrströms huvudavrinningsområde. Sjön är 6,6 meter djup, har en yta på 0,981 kvadratkilometer och befinner sig 52 meter över havet.

## Allmänt
Malmsjöns norra del hör till Södertälje kommun och den södra till Nykvarns kommun. Kommungränsen går ungefär mitt i sjön. Tre stora fritidshusområden (Tuna, Furås och Gamla Malmsjön) och tre friluftsbad ligger runt sjön, men dessa påverkar inte sjöns goda vattenkvalitet eller det rörliga friluftslivet i någon större utsträckning. Malmsjöns stränder kantas av morän, sand och grus och är mest bevuxna med barrskog.

## Delavrinningsområde
Malmsjön ingår i det delavrinningsområde (656930-159882) som SMHI kallar för Utloppet av Malmsjön. Medelhöjden är 57 meter över havet och ytan är 4 kvadratkilometer. Räknas de 2 avrinningsområdena uppströms in blir den ackumulerade arean 6,09 kvadratkilometer. Vattendraget som avvattnar avrinningsområdet har biflödesordning 2, vilket innebär att vattnet flödar genom totalt 2 vattendrag innan det når havet efter 46 kilometer. Avrinningsområdet består mestadels av skog (60 procent), öppen mark (10 procent) och jordbruk (13 procent). Avrinningsområdet har 1,68 kvadratkilometer vattenytor vilket ger det en sjöprocent på 3,7 procent. Bebyggelsen i området täcker en yta av 5,23 kvadratkilometer eller 12 procent av avrinningsområdet.

## Bilder

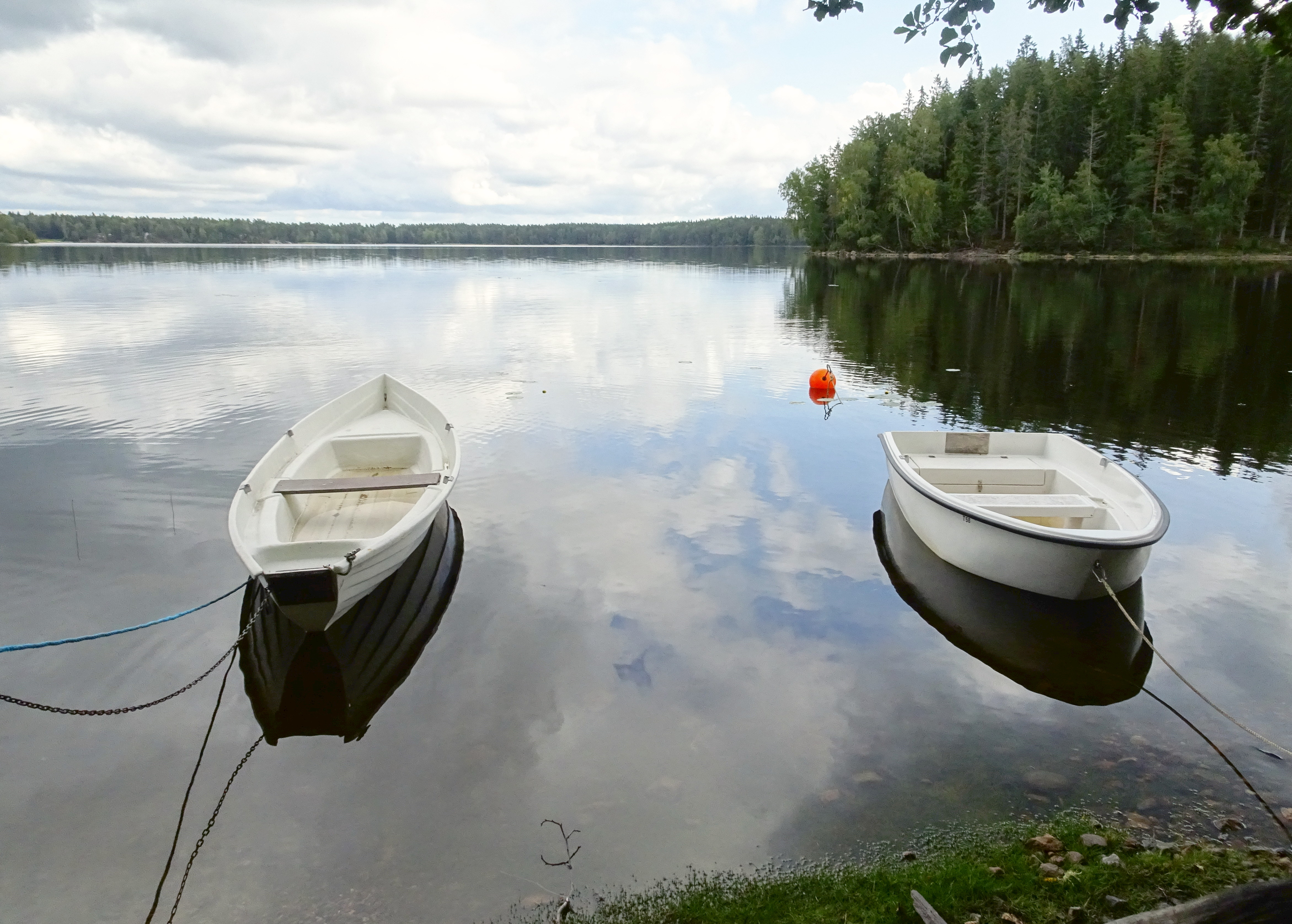
Malmsjön sedd från Tuna sportstugeområde
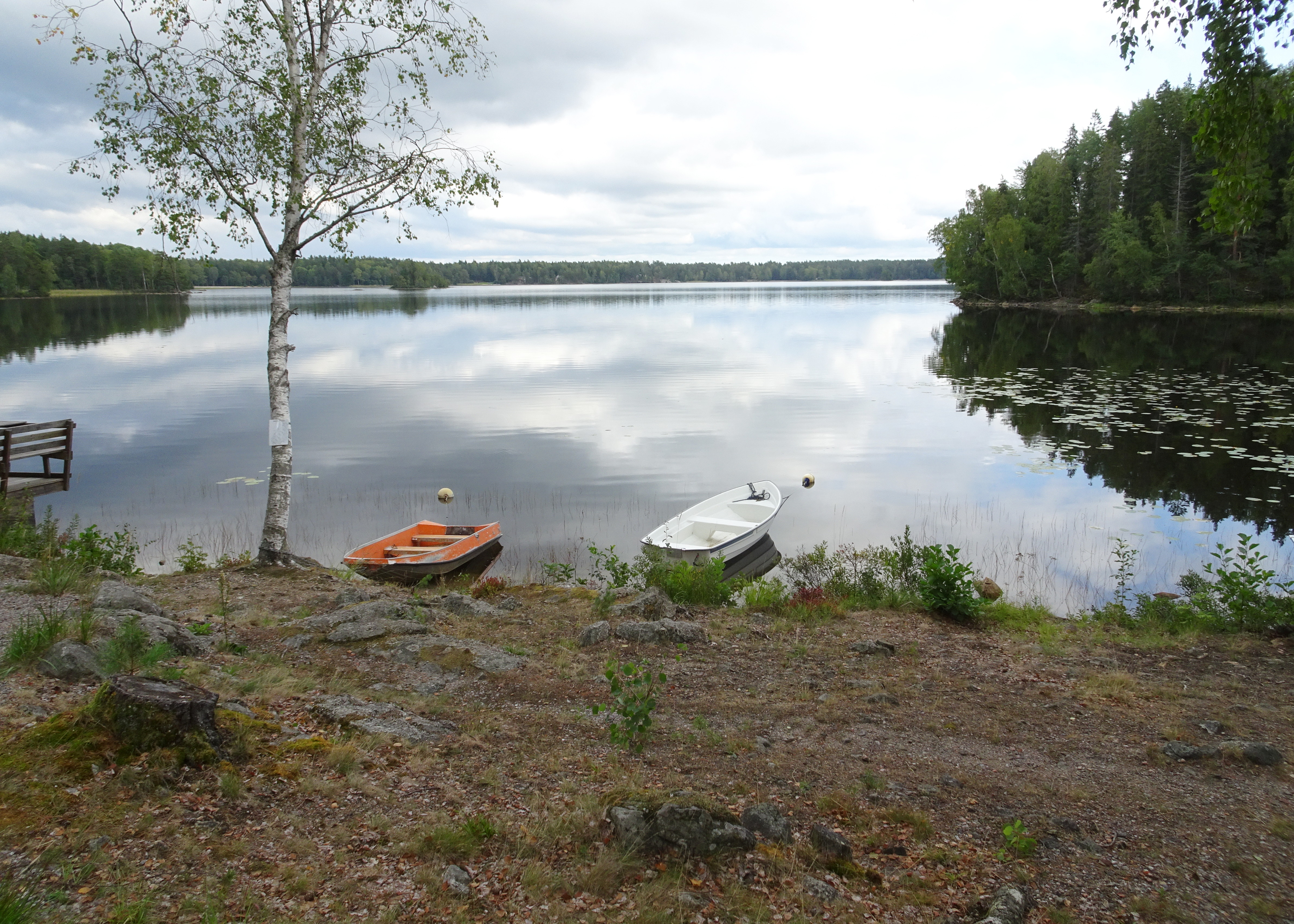
Malmsjön sedd från Tuna sportstugeområde